# Hilde Misof
Hilde Misof (fl. XX secolo) è stata una schermitrice austriaca, vincitrice di una medaglia d'argento ai Campionati Internazionali di scherma.